# Kerkhofkapel (Cadier en Keer)

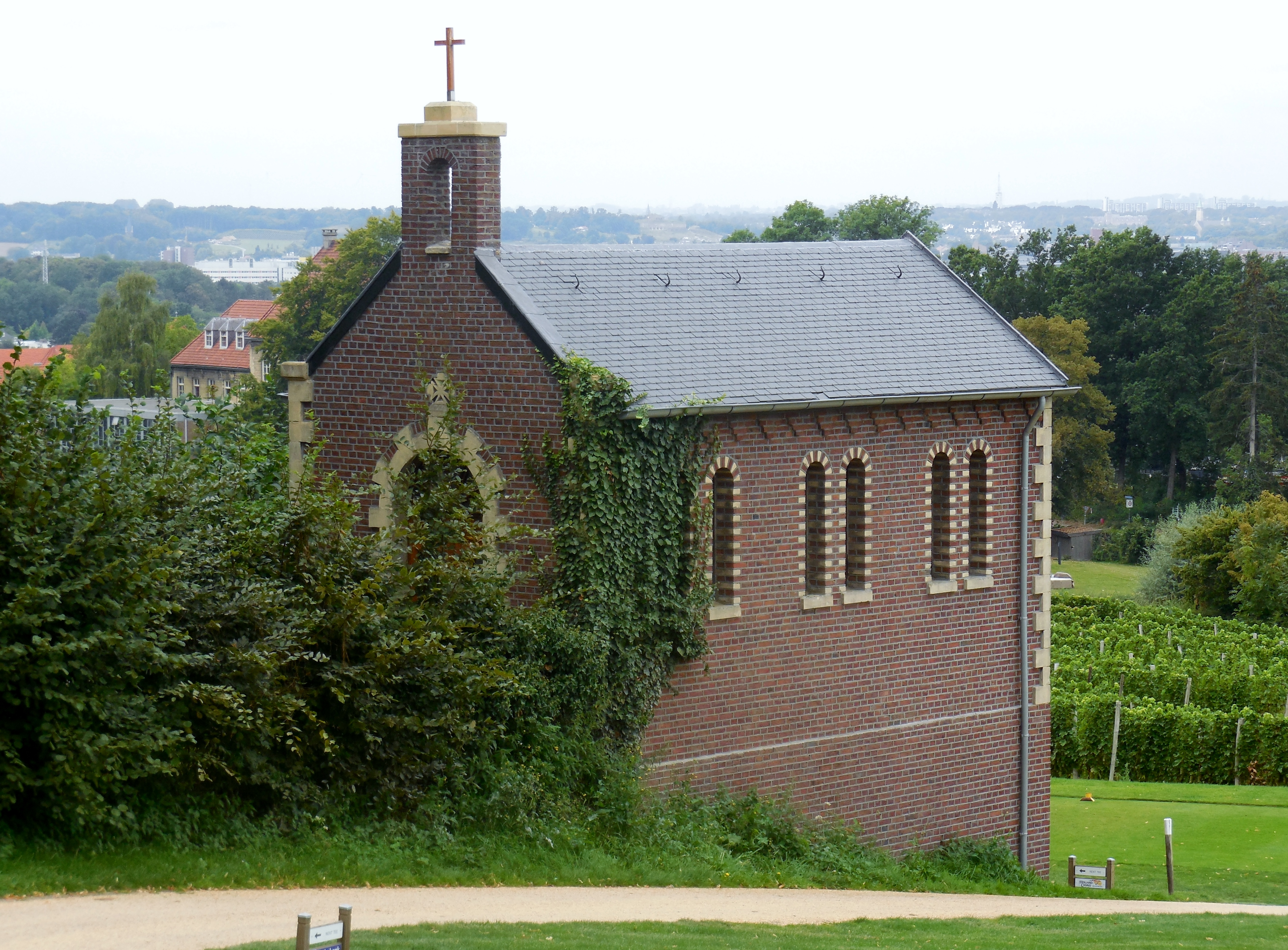
De kapel gezien vanaf de golfbaan

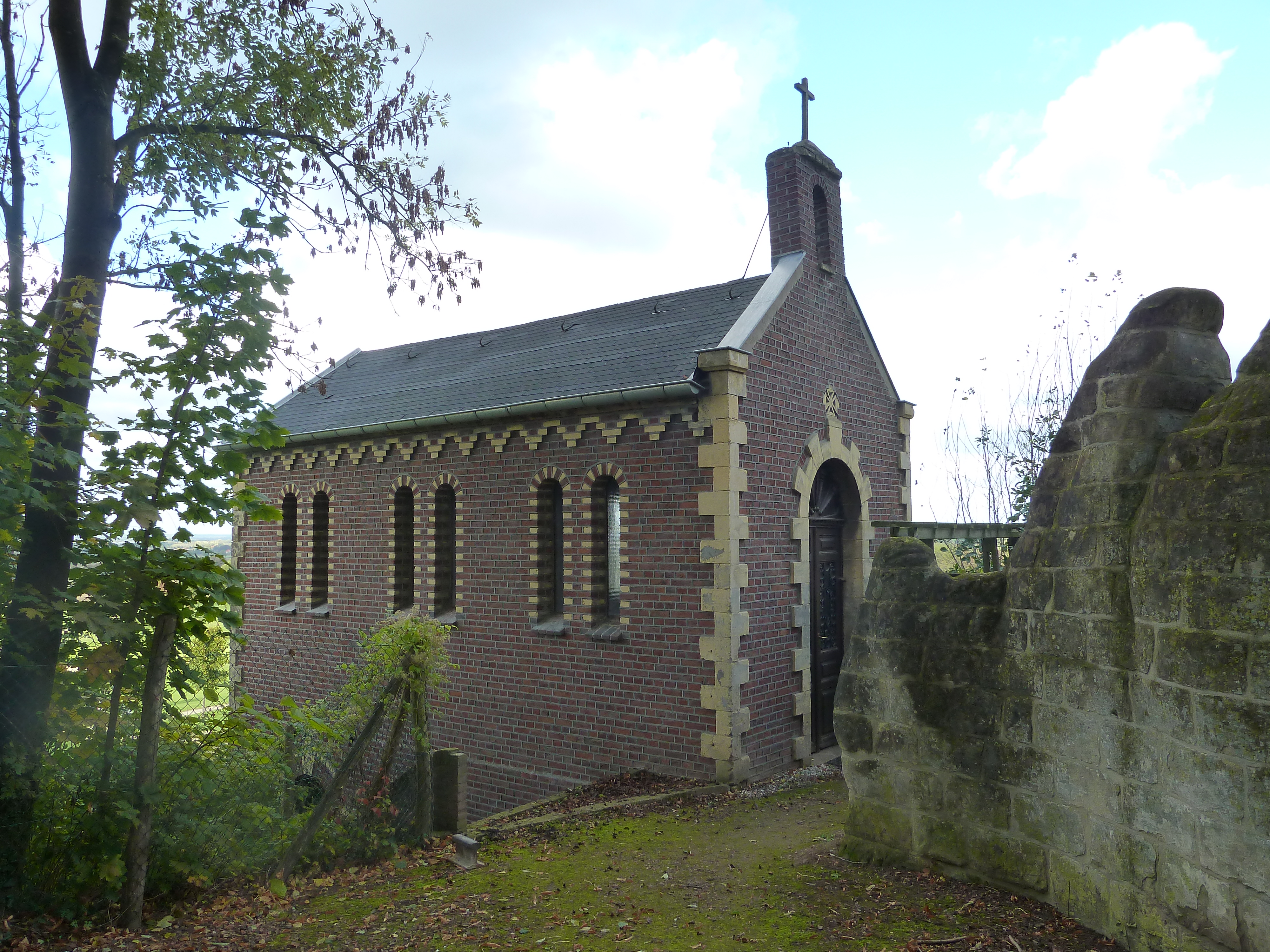
De kapel naast de Lourdesgrot

De Kerkhofkapel is een bidkapel in Cadier en Keer in de Nederlands Zuid-Limburgse gemeente Eijsden-Margraten. De kapel staat ten noordwesten van Cadier en Keer bij buurtschap Berg op het terrein van het Missiehuis waar een kruiswegtuin is ingericht. Op een hoek van dit terrein staat de kapel die uitkijkt over het Maasdal met achter de kapel de golfbaan van Golfvereniging Het Rijk van Margraten. Direct naast de kapel staat de Lourdesgrot.
De kapel is gewijd aan de piëta, de dode Christus vergezeld door Maria.

## Geschiedenis
Rond 1892 werd de kapel gebouwd.

## Bouwwerk

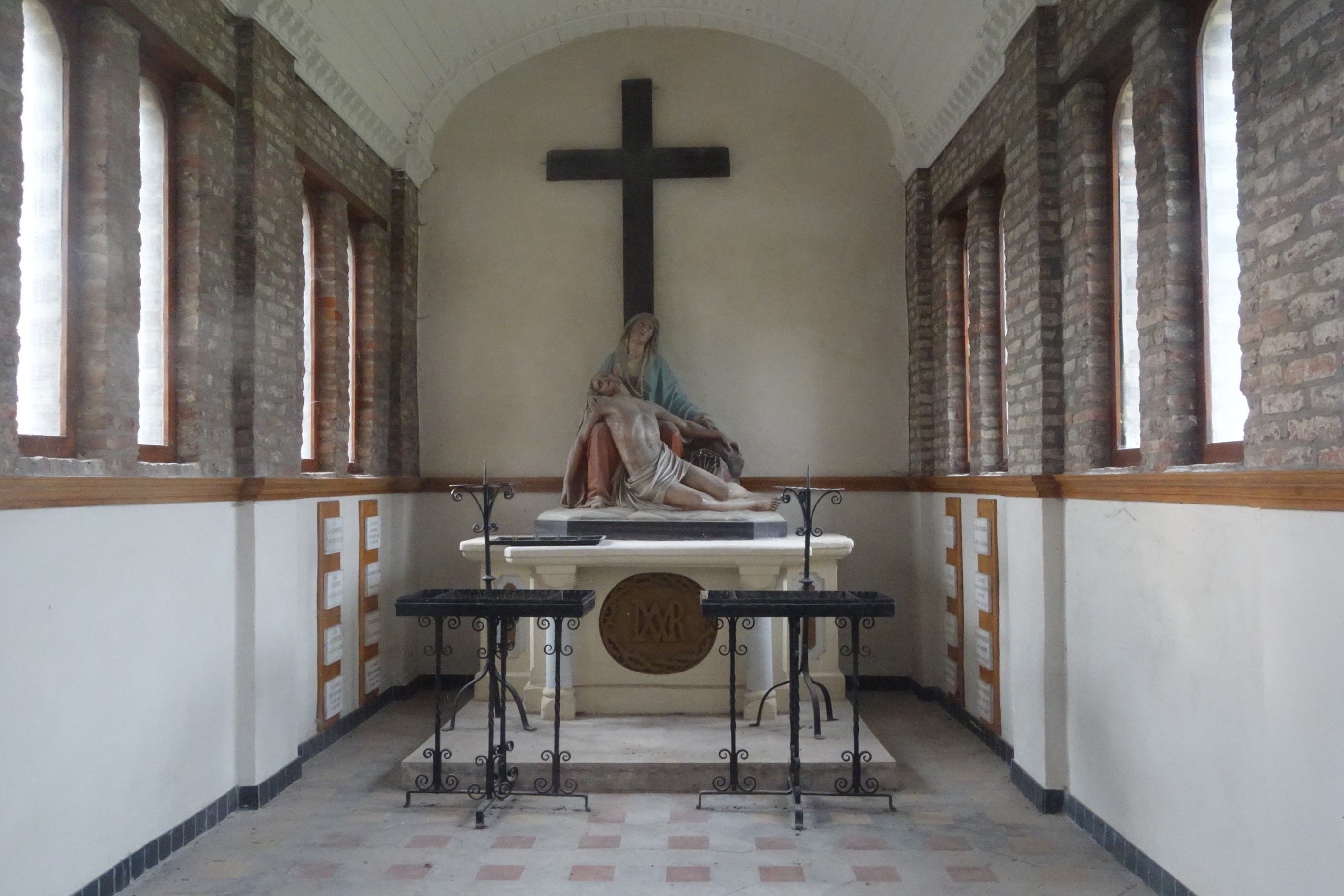
Interieur van de kapel

De bakstenen kapel is opgetrokken op een rechthoekig plattegrond en wordt gedekt door een zadeldak met leien in Maasdekking. In de beide zijgevels zijn elk drie paren van twee rondboogvensters met glas-in-lood die omlijst worden met om en om geplaatste rode en gele stenen. Bovenaan de zijgevels is onder daklijst een trappetjespatroon in gele stenen aangebracht. De frontgevel is een topgevel die op de top uitloopt in een bakstenen verhoging met rondboogvormige nis en wordt getopt door een kruis. In de frontgevel bevindt zich de rondboogvormige toegang die wordt afgesloten met een dubbele houten deur. Op de hoeken van de frontgevel en de rondboogtoegang zijn mergelstenen negblokken aangebracht. Boven de sluitsteen is een mergelstenen kruis ingemetseld.
Van binnen is de kapel uitgevoerd met bakstenen wanden boven een houten lambrisering en het geheel wordt gedekt door een houten tongewelf. Tegen de achterwand is een groot altaar geplaatst waarop een beeld met piëta staat. Achter het beeld is op de achterwand een groot houten kruis opgehangen.